# جون أريكسون هيلاند
جون أريكسون هيلاند (بالنرويجية البوكمول: Jon Eriksson Helland)‏ هو صانع آلة موسيقية ‏ نرويجي، ولد في 1790 في بو في النرويج، وتوفي في 1862.